# 腦移植
腦移植有兩種定義：
1. 其一是指腦組織的移植，例如：把其中一個人受損的腦組織，利用幹細胞或來自死嬰及器官捐贈者的同等組織來替換。現時已有成功的案例，但具體影響未清楚。
2. 其二是指整個腦部的移植。1970年代，科學家曾以猴子作實驗()，兩隻猴子生存了一星期後死去，所以理論上這實驗是可行的。然而這實驗從來未有在人體上實驗過。

## 腦移植的道德問題
由於人類現時普遍認為腦部存儲了一個人的思想、行為和感情，不論是整個腦部還是腦組織的移植，都有可能會把一個人的思想帶給另一人。現時即使是心臟移植，亦有出現病人在移植後的興趣改變、或聲稱存有另一人的記憶。所以，腦移植所引起的道德爭議將會更大。現時在西方國家有利用死嬰或死胎的腦組織來治療柏金森症或老人痴呆症，但亦有不少人反對這種手術。

## 腦移植的技術問題
- 由於血腦屏障，全腦移植不必考慮移植排斥問題，動物實驗也證實這個理論。
- 目前的醫學技術無法簡單有效的接回斷掉的神經，因此全腦移植後就是完全癱瘓的結果。
- 一個人的精神狀態與其生理健康相關，腦腸軸線的觀念也證明腦部以外的神經系統、及其所屬器官的健康程度、對心理健康有很大的影響，目前人類對這方面的知識還是很膚淺。

## 外部連結
- Amazon.com 有關腦移植的影片及期刊文章 （英文）